# ادوارد دیلوس چرچیل
ادوارد دیلوس چرچیل (انگلیسی: Edward Delos Churchill؛ ‏ ۲۵ دسامبر ۱۸۹۵ – ۲۸ اوت ۱۹۷۲) جراح توراکس و استاد دانشگاه اهل ایالات متحده آمریکا بود. وی مدرک کارشناسی علوم و کارشناسی ارشد آن را از دانشگاه نورث‌وسترن گرفت و سپس برای تحصیل در رشتهٔ پزشکی به دانشکده پزشکی هاروارد رفت و دکترای پزشکی خود را با درجهٔ ممتاز در سال ۱۹۲۰ دریافت کرد. او دورهٔ کارورزی و دستیاری را در بیمارستان عمومی ماساچوست و در سال ۱۹۲۴ دانشیار جراحی آن مرکز آموزشی شد.
چرچیل دوره‌های فوق تخصص خود را در کپنهاگ، مونیخ، برلین گذراند. او در سال ۱۹۲۸ با همکاری پال دادلی وایت نخستین پریکاردیکتومی ایالات متحده آمریکا را برای درمان پریکاردیت فشارنده انجام داد و خودش این روش جراحی را بعدها توسعه داد. او در ۱۹۲۹ با الیور کُپ نخستین بار رفلکس چرچیل–کُپ را توصیف کرد. وی و الیور کُپ همچنین نخستین جراحی پاراتیروئیدکتومی مدیاستن را در سال ۱۹۳۲ انجام دادند و طی سال‌های بعدی این روش را بهبود بخشیدند. وی همچنین روش جراحی لوبکتومی برای درمان برونشکتازی، سل و سرطان ریه را توسعه داد. او در سال ۱۹۴۶ رئیس جامعه جراحان آمریکا شد. چرچیل در سال ۱۹۶۲ بازنشسته شد. او در ۱۸ اوت ۱۹۷۲ حین پیاده‌روی در مزرعه خود در ورمانت دچار سکته قلبی شد و درگذشت.